# Lyskamm Orientale
Il Lyskamm Orientale (4.527 m s.l.m. - Ostliche Lyskamm in tedesco) è la vetta più alta del Lyskamm nel massiccio del Monte Rosa. Si trova lungo la linea di confine tra l'Italia (Valle d'Aosta) e la Svizzera (Canton Vallese).

## Caratteristiche

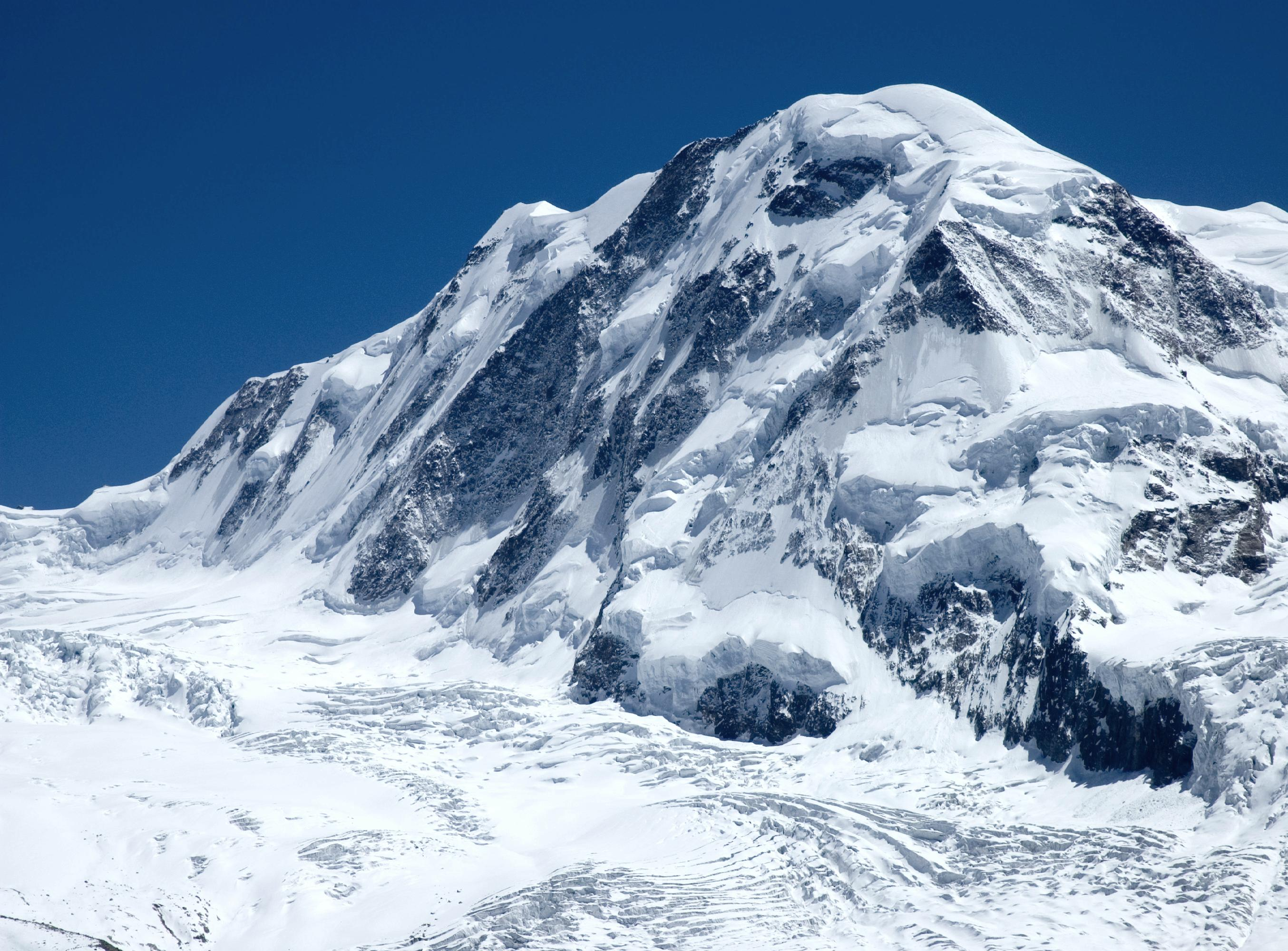
Versante nord della vetta.

Il Lyskamm Orientale è collegato al Lyskamm Occidentale da un sottile filo di cresta che si abbassa fino a quota 4.417 m. Sul versante sud (italiano) del Lyskamm Orientale si erge il caratteristico Naso del Lyskamm.

## Prime ascensioni
La prima ascensione fu compiuta il 19 agosto 1861 per la cresta sud-est da un gruppo di alpinisti composto da J.F. Hardy, A.C. Ramsay, F. Sibson, T. Rennison, J.A. Hudson, William Edward Hall, C.H. Pilkington e R.M. Stephenson con Jean-Pierre Cachat, Franz Josef Lochmatter (1825–1897), Karl Herr, Stefan Zumtaugwald, Peter e Josef-Marie Perren.
La prima traversata dei Lyskamm dal colle del Felik al colle del Lys fu compiuta il 16 agosto 1864 da Leslie Stephen e Edward N. Buxton con Jakob Anderegg e Franz Biner, in occasione della prima ascensione del Lyskamm Occidentale, dopo la quale gli alpinisti traversarono al Lyskamm Orientale..

## Salita alla vetta
La salita al Lyskamm Orientale avviene normalmente partendo dal Colle del Lys raggiungibile dal versante italiano passando dalla Capanna Giovanni Gnifetti, dal Rifugio Città di Mantova o dal Bivacco Felice Giordano al Balmenhorn e dal versante svizzero dalla Monte Rosa Hütte. Dal colle si tratta di salire l'aerea cresta orientale particolarmente affilata ed incorniciata e che raggiunge pendenze fino a 45 gradi.
Numerose sono le vie di salita alternative per raggiungere la vetta:
- Partendo dal Lyskamm Occidentale e percorrendo il sottile filo di cresta che unisce le due vette.
- Seguendo la Cresta Sella che parte dal Passo del Naso (il colle che separa il Naso del Lyskamm dal Lyskamm Orientale).
- Scendendo sul Ghiacciaio del Grenz e poi risalendo la parete nord della montagna.